# Nasr (Nasrydzi)
Nasr (ur. 1287, zm. 1322) – w latach 1309–14 emir emiratu Grenady. Ustąpił z tronu w wyniku zamieszek ludności. Jego następcą został wnuk Muhammada II Ismail I.